# マッコール (DD-400)
|          |                                                     |
| 艦歴     |                                                     |
| 発注     |                                                     |
| 起工     | 1936年3月17日                                       |
| 進水     | 1937年11月20日                                      |
| 就役     | 1938年6月22日                                       |
| 退役     | 1945年11月30日                                      |
| その後   | 1947年1月28日に売却                                 |
| 性能諸元 |                                                     |
| 排水量   | 1,500トン、2,219トン（満載）                        |
| 全長     | 341 ft 4 in (104.04 m)                              |
| 全幅     | 35 ft 5 in (10.80 m)                                |
| 吃水     | 14 ft 4 in (4.37 m)                                 |
| 機関     | ギアードタービン、2軸推進、50,000 shp               |
| 最大速   | 36.5ノット                                          |
| 乗員     | 184名                                               |
| 兵装     | 38口径5インチ砲4門 50口径機銃4基 21インチ魚雷発射管 |

マッコール (USS McCall, DD-400) は、アメリカ海軍のグリッドレイ級駆逐艦。艦名は米英戦争時の海軍将校エドワード・R・マッコール大尉に因む。その名を持つ艦としては2隻目。

## 艦歴
1936年3月17日にカリフォルニア州のベスレヘム造船サンフランシスコ工場にて起工、1937年11月20日進水、1938年6月22日に就役し、ジョン・ウェルチェル少佐が指揮を執った。

### 1941～1943年
太平洋に配属されたマッコールは、日本軍による真珠湾攻撃の際、エンタープライズの第8任務部隊に所属し、ウェーク島から真珠湾に向かって航行していた。第8任務部隊は直ちに日本艦隊の索敵を開始し、12月10日に潜水艦伊70をエンタープライズの空爆により撃沈したが、真珠湾に戻るまでに発見できた艦艇はその1隻のみであった。マッコールは1941年の残りの期間、エンタープライズの護衛のためハワイ海域にとどまった。 
1942年の初め、マッコールはエンタープライズ及びヨークタウンと共に、マーシャル・ギルバート諸島機動空襲に参加、2月1日に攻撃を行い2月5日に真珠湾に戻った。2月15日、第16任務部隊に編成され、ウェーク島の攻撃に参加、3月10日にオアフ島に戻った。 
マッコールはその後6週間ハワイの海域での哨戒任務に就き、続いてハワイからサモア、フィジー、トンガの島々への護衛任務を行った。5月末、日本軍がアラスカに進軍する中、マッコールはアリューシャン列島に向かって北へ航行した。夏の間はアラスカのコディアック島を哨戒し、アリューシャン列島西部にて日本軍の攻撃に参加した。マッコールは9月30日に真珠湾に戻り、船体の整備を受けた後1942年11月12日に南太平洋で第11任務部隊に配属され、ガダルカナル島の戦いに参加した。 その後10か月に渡り、ソロモン諸島海域にてヌメアから対潜哨戒を行い、空母と護送船団を護衛した。1943年9月19日、マッコールはカリフォルニア州サンフランシスコへの護送船団を護衛のため西海岸に向かい、オーバーホールを受けた。 

### 1944年
1944年初頭、マッコールは第58任務部隊に加わり、エニウェトクの戦いにて空母を護衛し、3月30日から4月1日にかけての、パラオ、ヤップ島、ウルシー環礁、ウォレアイ環礁での攻撃に参加した。4月22日には、ホーランジアの戦いを支援し、1944年4月29日から5月1日まで、ポンペイ島、サタワン環礁、チューク諸島を攻撃した。
真珠湾にて整備を受けた後、マッコールは6月4日にマジュロで第58任務部隊に復帰した。2日後、部隊はマリアナ諸島での作戦のために出撃し、グアム、ロタ島への上陸支援及びサイパンの戦いに参加し、その後硫黄島と父島を攻撃し、日本軍の援軍がマリアナ諸島に到達するのを阻止した。
6月18日、部隊はフィリピンとマリアナの間で日本軍目撃の知らせを受け、6月19日に日本の艦載機が第5艦隊を攻撃、マリアナ沖海戦が発生した。2日間の戦闘において、日本軍は3隻の空母、92％の艦載機、72％の水上機を喪失した。これは、日本海軍の航空戦力において大きな損害であった。その後マッコールは空母を護衛し、6月27日に到着したエニウェトク環礁まで後退した。

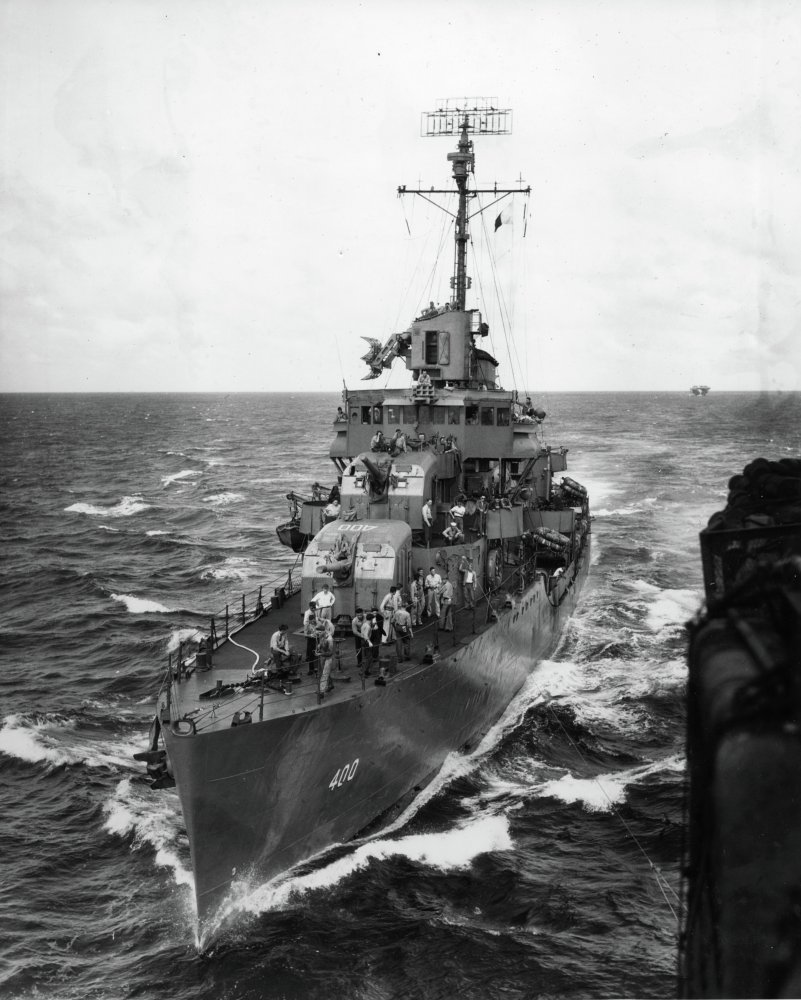
1945年1月15日に航行中のマッコール

7月4日まで、機動部隊は再び硫黄島を攻撃し、その後部隊はマリアナ諸島に戻った。そこでマッコールはグリッドレイと共に、7月10日にグアム沖で哨戒を開始した。その日の18:20、マッコールの乗組員はウルノ地点の南の崖から発光信号を観測、発信者を友軍であると判断し、救助隊が派遣された。救助されたのは1939年からグアムに駐留し、日本軍による占領以来隠れていたジョージ・R・ツイード
であった。彼は日本軍の強さ、士気、上陸前の死傷者、そして軍隊と銃の配置に関する情報をもたらした。
次の9週間、マッコールは硫黄島を再び攻撃する空母を護衛し、パラオ、ヤップ島、ウルシー環礁に対する攻撃作戦を支援するために航行した。10月10日までに部隊は沖縄を離れ、そこから台湾とルソン島に移動した。23日、レイテ沖海戦の部隊を支援し、その後再び北に向かって航行しフィリピンの戦いに参加した。
マッコールは11月のほとんどをレイテ島での作戦支援に費やし、その後1944年12月27日にルソン島の戦いに参加するため出航した。

### 1945年
1945年1月中旬、マッコールは輸送船団の護衛任務のために第78.12任務群に所属し、28日に攻撃支援任務を再開した。2月19日、マッコールは硫黄島沖の輸送海域に到着し、3月まで輸送部隊を護衛した。3月27日には真珠湾を経由して西海岸に向かい、4月22日にカリフォルニア州サンディエゴに到着した。その後マッコールはニューヨークにてオーバーホールに着手、8月4日に完了し、カスコ湾で訓練を行っていた際、日本が8月14日に降伏した。

## その後
1945年11月30日に退役、1947年11月17日に売却された。 

## 従軍星章
マッコールは第二次世界大戦中の功績により9個の従軍星章を受章した。